# Lijst van afleveringen van Nurse Jackie
Dit is een lijst van afleveringen van de Amerikaanse televisieserie Nurse Jackie.

## Afleveringen

### Seizoen 1
| Afl.nr. | Afleveringen           | Originele uitzenddatum |
| ------- | ---------------------- | ---------------------- |
| 1.01    | Pilot                  | 8 juni 2009            |
| 1.02    | Sweet 'n All           | 15 juni 2009           |
| 1.03    | Chicken Soup           | 22 juni 2009           |
| 1.04    | School Nurse           | 29 juni 2009           |
| 1.05    | Daffodil               | 6 juli 2009            |
| 1.06    | Tiny Bubbles           | 13 juli 2009           |
| 1.07    | Steak Knife            | 20 juli 2009           |
| 1.08    | Pupil                  | 27 juli 2009           |
| 1.09    | Nosebleed              | 3 augustus 2009        |
| 1.10    | Ring Finger            | 10 augustus 2009       |
| 1.11    | Pill O-Matix           | 17 augustus 2009       |
| 1.12    | Health Care and Cinema | 24 augustus 2009       |

### Seizoen 2
| Afl.nr. | Afleveringen        | Originele uitzenddatum |
| ------- | ------------------- | ---------------------- |
| 2.01    | Comfort Food        | 22 maart 2010          |
| 2.02    | Twitter             | 29 maart 2010          |
| 2.03    | Candyland           | 5 april 2010           |
| 2.04    | Apple Bong          | 12 april 2010          |
| 2.05    | Caregiver           | 19 april 2010          |
| 2.06    | Bleeding            | 26 april 2010          |
| 2.07    | Silly String        | 3 mei 2010             |
| 2.08    | Monkey Bits         | 10 mei 2010            |
| 2.09    | P.O. Box            | 17 mei 2010            |
| 2.10    | Sleeping Dogs       | 24 mei 2010            |
| 2.11    | What the Day Brings | 31 mei 2010            |
| 2.12    | Years of Service    | 7 juni 2010            |

### Seizoen 3
| Afl.nr. | Afleveringen                 | Originele uitzenddatum |
| ------- | ---------------------------- | ---------------------- |
| 3.01    | Game On                      | 28 maart 2011          |
| 3.02    | Enough Rope                  | 4 april 2011           |
| 3.03    | Play Me                      | 11 april 2011          |
| 3.04    | Mitten                       | 18 april 2011          |
| 3.05    | Rat Falls                    | 25 april 2011          |
| 3.06    | When the Saints Go           | 2 mei 2011             |
| 3.07    | Orchids and Salami           | 9 mei 2011             |
| 3.08    | The Astonishing              | 16 mei 2011            |
| 3.09    | Have You Met Ms. Jones?      | 23 mei 2011            |
| 3.10    | Fuck the Lemurs              | 6 juni 2011            |
| 3.11    | Batting Practice             | 13 juni 2011           |
| 3.12    | ...Deaf Blind Tumor Pee-Test | 20 juni 2011           |

### Seizoen 4
| Afl.nr. | Afleveringen              | Originele uitzenddatum |
| ------- | ------------------------- | ---------------------- |
| 4.01    | Kettle-Kettle-Black-Black | 8 april 2012           |
| 4.02    | Disneyland Sucks          | 15 april 2012          |
| 4.03    | The Wall                  | 22 april 2012          |
| 4.04    | Slow Growing Monsters     | 29 april 2012          |
| 4.05    | One-Armed Jacks           | 6 mei 2012             |
| 4.06    | No-Kimono-Zone            | 13 mei 2012            |
| 4.07    | Day of the Iguana         | 20 mei 2012            |
| 4.08    | Chaud & Froid             | 3 juni 2012            |
| 4.09    | Are Those Feathers?       | 10 juni 2012           |
| 4.10    | Handle Your Scandal       | 17 juni 2012           |

### Seizoen 5
| Afl.nr. | Afleveringen           | Originele uitzenddatum |
| ------- | ---------------------- | ---------------------- |
| 5.01    | Happy Fucking Birthday | 14 april 2013          |
| 5.02    | Luck of the Drawing    | 21 april 2013          |
| 5.03    | Smile                  | 28 april 2013          |
| 5.04    | Lost Girls             | 5 mei 2013             |
| 5.05    | Good Thing             | 12 mei 2013            |
| 5.06    | Walk of Shame          | 19 mei 2013            |
| 5.07    | Teachable Moments      | 26 mei 2013            |
| 5.08    | Forget It              | 2 juni 2013            |
| 5.09    | Heart                  | 9 juni 2013            |
| 5.10    | Soul                   | 16 juni 2013           |

### Seizoen 6
Seizoen 6 wordt in 2014 uitgezonden.